# Campionat del Món d'atletisme de 1983 - 1.500 metres masculins
Els 1.500 metres masculins al Campionat del Món d'atletisme de 1983 van tenir lloc a l'estadi Olímpic de Hèlsinki del 12 al 14 d'agost.
52 atletes van participar en la prova. El britànic Steve Cram va guanyar la medalla d'or, la seva única medalla a uns Campionats del Món.

## Medallistes
| Or     | Steve Cram Regne Unit (GBR)    |
| Argent | Steve Scott Estats Units (USA) |
| Bronze | Saïd Aouita Marroc (MAR)       |

## Rècords
| Rècords abans del Campionat del Món d'atletisme de 1983     | Rècords abans del Campionat del Món d'atletisme de 1983 | Rècords abans del Campionat del Món d'atletisme de 1983 | Rècords abans del Campionat del Món d'atletisme de 1983 | Rècords abans del Campionat del Món d'atletisme de 1983 |
| ----------------------------------------------------------- | ------------------------------------------------------- | ------------------------------------------------------- | ------------------------------------------------------- | ------------------------------------------------------- |
| Rècord del Món                                              | Steve Ovett (GBR)                                       | 3:31.36                                                 | 27 d'agost de 1980                                      | Coblença, Alemanya Occidental                           |
| Rècord del Campionat                                        | Nova prova                                              | Nova prova                                              | Nova prova                                              | Nova prova                                              |
| Rècords establerts al Campionat del Món d'atletisme de 1983 |                                                         |                                                         |                                                         |                                                         |
| Rècord del Campionat                                        | Steve Cram (GBR)                                        | 3:35.77                                                 | 13 d'agost de 1983                                      | Hèlsinki, Finlàndia                                     |

## Resultats

### Final
La final va tenir lloc el 14 d'agost.
| Pos.              | Atleta                    | Temps   |
| ----------------- | ------------------------- | ------- |
| Medalla d'or      | Steve Cram (GBR)          | 3:41.59 |
| Medalla de plata  | Steve Scott (USA)         | 3:41.87 |
| Medalla de bronze | Saïd Aouita (MAR)         | 3:42.02 |
| 4.                | Steve Ovett (GBR)         | 3:42.34 |
| 5.                | José Manuel Abascal (ESP) | 3:42.47 |
| 6.                | Pierre Délèze (SUI)       | 3:43.69 |
| 7.                | Andreas Busse (GDR)       | 3:43.72 |
| 8.                | Dragan Zdravković (YUG)   | 3:43.75 |
| 9.                | John Walker (NZL)         | 3:44.24 |
| 10.               | Jan Kubista (TCH)         | 3:44.30 |
| 11.               | Uwe Becker (FRG)          | 3:45.09 |
| 12.               | Mike Boit (KEN)           | 3:46.46 |

### Semifinals
Les semifinals van tenir lloc el 13 d'agost. Els cinc primers atletes de cada sèrie i els dos millors temps avançaven a la final.
| Pos. | Atleta                     | Temps   |
| ---- | -------------------------- | ------- |
| 1.   | Steve Scott (USA)          | 3:36.43 |
| 2.   | Saïd Aouita (MAR)          | 3:36.43 |
| 3.   | Jan Kubista (TCH)          | 3:37.12 |
| 4.   | Uwe Becker (FRG)           | 3:37.27 |
| 5.   | Andreas Busse (GDR)        | 3:37.54 |
| 6.   | José Luis González (ESP)   | 3:38.77 |
| 7.   | Niels Kim Hjorth (DEN)     | 3:39.75 |
| 8.   | Abderrahmane Morceli (ALG) | 3:39.88 |
| 9.   | Stefano Mei (ITA)          | 3:41.78 |
| 10.  | Graham Williamson (GBR)    | 3:45.84 |
| 11.  | Frank O'Mara (IRL)         | 3:47.10 |
| —    | Robert Nemeth (AUT)        | DNF     |

| Pos. | Atleta                    | Temps   |
| ---- | ------------------------- | ------- |
| 1.   | Steve Cram (GBR)          | 3:35.77 |
| 2.   | Steve Ovett (GBR)         | 3:36.26 |
| 3.   | José Manuel Abascal (ESP) | 3:36.35 |
| 4.   | Pierre Délèze (SUI)       | 3:36.37 |
| 5.   | John Walker (NZL)         | 3:36.52 |
| 6.   | Dragan Zdravković (YUG)   | 3:37.31 |
| 7.   | Mike Boit (KEN)           | 3:37.75 |
| 8.   | Claudio Patrignani (ITA)  | 3:38.36 |
| 9.   | Sydney Maree (USA)        | 3:38.65 |
| 10.  | Piotr Kurek (POL)         | 3:39.54 |
| 11.  | Ray Flynn (IRL)           | 3:40.26 |
| 12.  | Eddy Stevens (BEL)        | 3:42.63 |
| 13.  | Tom Byers (USA)           | 3:43.97 |

### Sèries classificatòries
Van tenir lloc el 12 d'agost. Els quatre primers atletes de cadascuna de les quatre sèries i els set millors temps avançaven a les semifinals.
| Pos. | Atleta                     | Temps   |
| ---- | -------------------------- | ------- |
| 1.   | Pierre Délèze (SUI)        | 3:42.28 |
| 2.   | Sydney Maree (USA)         | 3:43.13 |
| 3.   | Uwe Becker (FRG)           | 3:43.18 |
| 4.   | Ray Flynn (IRL)            | 3:43.27 |
| 5.   | João Campos (POR)          | 3:43.44 |
| 6.   | Kipkoech Cheruiyot (KEN)   | 3:43.58 |
| 7.   | Nikolay Kirov (URS)        | 3:43.77 |
| 8.   | Jan Persson (SWE)          | 3:43.83 |
| 9.   | Dave Reid (CAN)            | 3:45.08 |
| 10.  | Mohamed Neji Henkiri (TUN) | 3:45.90 |
| 11.  | Jama Aden (SOM)            | 3:46.87 |
| 12.  | Tisbite Rakotoarisoa (MAD) | 3:52.91 |
| 13.  | Luis Munguia (NCA)         | 4:02.06 |

| Pos. | Atleta                 | Temps   |
| ---- | ---------------------- | ------- |
| 1.   | Steve Cram (GBR)       | 3:40.17 |
| 2.   | Saïd Aouita (MAR)      | 3:40.39 |
| 3.   | Frank O'Mara (IRL)     | 3:40.53 |
| 4.   | John Walker (NZL)      | 3:40.67 |
| 5.   | Piotr Kurek (POL)      | 3:40.96 |
| 6.   | Niels Kim Hjorth (DEN) | 3:41.29 |
| 7.   | Peter Wirz (SUI)       | 3:41.69 |
| 8.   | Philippe Dien (FRA)    | 3:43.15 |
| 9.   | Spyros Spyrou (GRE)    | 3:43.94 |
| 10.  | Paul Rugut (KEN)       | 3:46.00 |
| 11.  | Jimmy Igohe (TAN)      | 3:48.58 |
| 12.  | Charlie Oliver (SOL)   | 4:18.24 |
| —    | Mehdi Aidet (ALG)      | DNS     |

| Pos. | Atleta                      | Temps   |
| ---- | --------------------------- | ------- |
| 1.   | Andreas Busse (GDR)         | 3:38.65 |
| 2.   | Steve Ovett (GBR)           | 3:39.00 |
| 3.   | Dragan Zdravković (YUG)     | 3:39.18 |
| 4.   | Jan Kubista (TCH)           | 3:39.20 |
| 5.   | Tom Byers (USA)             | 3:39.41 |
| 6.   | Eddy Stevens (BEL)          | 3:39.77 |
| 7.   | Stefano Mei (ITA)           | 3:39.93 |
| 8.   | José Luis González (ESP)    | 3:41.29 |
| 9.   | Pascal Thiebaut (FRA)       | 3:41.51 |
| 10.  | Amar Brahmia (ALG)          | 3:42.75 |
| 11.  | Omer Khalifa (SUD)          | 3:48.23 |
| 12.  | John Chappory (GIB)         | 3:56.92 |
| 13.  | Jean-Marie Rudasinqwa (RWA) | 3:57.49 |

| Pos. | Atleta                     | Temps   |
| ---- | -------------------------- | ------- |
| 1.   | Steve Scott (USA)          | 3:37.87 |
| 2.   | José Manuel Abascal (ESP)  | 3:38.06 |
| 3.   | Claudio Patrignani (ITA)   | 3:38.35 |
| 4.   | Graham Williamson (GBR)    | 3:38.99 |
| 5.   | Abderrahmane Morceli (ALG) | 3:39.77 |
| 6.   | Robert Nemeth (AUT)        | 3:39.93 |
| 7.   | Mike Boit (KEN)            | 3:40.06 |
| 8.   | Antti Loikkanen (FIN)      | 3:44.47 |
| 9.   | Sermet Timurlenk (TUR)     | 3:46.74 |
| 10.  | Mohammed Darwish (IRQ)     | 3:50.04 |
| 11.  | Ibrahim Malallah (QAT)     | 3:52.05 |
| 12.  | Masini Situ-Kubanza (ZAI)  | 4:06.44 |
| 13.  | Sekou Camara (GUI)         | 4:08.46 |